# Jean Passanante
Jean Passanante (Saint Louis, 26 giugno 1953) è un'autrice televisiva statunitense.

## Carriera
Dopo una breve carriere come attrice, Jean Passanante passa dietro le quinte e inizia la sua carriera di autrice di soap opera. Nel 1992 entra a far parte dello staff di scrittori di Una vita da vivere, per la quale nel 1996 viene promossa a capo-sceneggiatore fino all'anno seguente. Nel 1998 diventa co-sceneggiatrice per Destini, mentre dal 1999 al 2001 scriverà per La valle dei pini. Nel 2001 diventa la coautrice di Così gira il mondo fino a quando nel 2005 Hogan Sheffer le passa il testimone di capo-sceneggiatrice. Durante la sua permanenza a quest'ultima soap, nel periodo tra il 25 gennaio e il 17 aprile 2008, la Passanante - come molti altri autori di soap e telefilm - ha partecipato allo sciopero degli sceneggiatori indetto dalla Writers Guild of America.
Dopo la cancellazione di Così gira il mondo, la Passanante torna a scrivere per Una vita da vivere fino al 2012, anno di chiusura della soap. Tra il maggio 2012 e il novembre 2013, la scrittrice collabora alle sceneggiature di General Hospital per poi passare a Febbre d'amore, dove rimane fino al 2015, quando torna a General Hospital ancora una volta come co-capo-sceneggiatrice insieme a Shelley Altman.
Nel giugno 2017, la Passanante annuncia il suo ritiro definitivo da General Hospital e dal mondo della tv.

## Riconoscimenti
Jean Passanante ha vinto 4 Premi Emmy per Così gira il mondo (2002, 2004, 2005) e per Una vita da vivere (1994). Ha anche vinto il Writers Guild of America Award nel 2018 per General Hospital; nel 2007, 2009 e nel 2011 per Così gira il mondo; nel 2001 e nel 2002 per La valle dei pini e nel 1992 per Una vita da vivere.

## Vita privata
Nel 1985 ha sposato lo scrittore Jack Shannon, dal quale ha avuto una figlia, Ruth.